# 瓦卡巴克 (紐約州)
瓦卡巴克（英語：Waccabuc）是位於美國紐約州西徹斯特縣的非建制地區。

## 歷史
瓦卡巴克的郵局於1944年設立，其後於1977年停運。

## 地理
瓦卡巴克所處的海拔為高於海平面169米（即554英呎），而該地所採用的時區為UTC-5，即北美东部时区（EST）。同時該地設有夏令時間，為UTC-5調快一小時，即UTC-4（EDT）。